# Marquesado de Valdunquillo
El marquesado de Valdunquillo es un título nobiliario español , de Castilla. Fue concedido el 1 de mayo de 1623 por el rey Felipe IV en favor de Francisca Osorio de Valdés y Acevedo, VI señora de Valdunquillo, que por entonces estaba casada con Pedro de Guzmán y Ribera Niño, caballero de Santiago y gentilhombre de cámara de S.M. El marido era tío carnal del Conde-duque de Olivares, primer ministro de dicho rey, a cuyo valimiento se debió sin duda la merced.
La denominación de título se refiere al municipio de Valdunquillo en la provincia de Valladolid.

## Lista de señores y marqueses de Valdunquillo
|                                  | Titular                                                  | Periodo                 |
| Señores de Valdunquillo          | Señores de Valdunquillo                                  | Señores de Valdunquillo |
| -------------------------------- | -------------------------------------------------------- | ----------------------- |
| I                                | Francisco Osorio                                         |                         |
| II                               | Diego Osorio de Ulloa                                    |                         |
| III                              | Luis Osorio de Ulloa                                     |                         |
| IV                               | Francisco Osorio de Acevedo                              |                         |
| V                                | Catalina Osorio de Acevedo                               |                         |
| VI                               | Francisca Osorio de Valdés y Acevedo                     |                         |
| Creación por Felipe IV           |                                                          |                         |
| I                                | Francisca Osorio de Valdés y Acevedo                     | 1623-¿?                 |
| II                               | Fernando de Guzmán Osorio y Valdés                       | ¿?-¿?                   |
| III                              | Ana Enríquez de Acevedo Valdés y Osorio                  | ¿?-¿?                   |
| IV                               | Diego de Zúñiga Avellaneda y Bazán                       | ¿?-1666                 |
| V                                | Fernando de Zúñiga Avellaneda y Bazán                    | 1666-1681               |
| VI                               | Isidro de Zúñiga Avellaneda y Bazán                      | 1681-1691               |
| VII                              | Ana María de Zúñiga y Enríquez de Acevedo                | 1691-1700               |
| VIII                             | Joaquín José de Chaves y Zúñiga                          | 1700-1725               |
| IX                               | Antonio de Zúñiga yChaves                                | 1725-1765               |
| X                                | Pedro de Alcántara López de Zúñiga y Chaves              | 1765-1790               |
| XI                               | María del Carmen Josefa López de Zúñiga Chaves y Velasco | 1790-1829               |
| XII                              | Eugenio Portocarrero y Palafox                           | 1829-1834               |
| XIII                             | Cipriano Portocarrero y Palafox                          | 1834-1839               |
| XIV                              | María Francisca Portocarrero y Kirkpatrick               | 1839-1860               |
| XV                               | María Luisa Eugenia Fitz-James Stuart y Portocarrero     | 1860-1876               |
| Rehabilitación por Juan Carlos I |                                                          |                         |
| XVI                              | Cayetana Fitz-James Stuart y Silva                       | 1986-2014               |
| XVII                             | Carlos Fitz-James Stuart y Martínez de Irujo             | 2015-hoy                |

## Historia de los marqueses de Valdunquillo
- Francisca Osorio de Valdés y Acevedo, VI señora y I marquesa de Valdunquillo,[3] II marquesa de Mirallo, sucediendo a su medio hermano, hijo del segundo matrimonio de su padre.[3] Era hija de Fernando Osorio de Valdés, señor de Salas, V señor de Mirallo y caballero de la Orden de Santiago, y de su primera esposa, Catalina Osorio de Acevedo, V señora de Valdunquillo.[3]

Casó en primeras nupcias con Pedro de Guzmán y Ribera Niño, caballero de la Orden de Santiago en 1569, hijo de Pedro Pérez de Guzmán y Zúñiga, I conde de Olivares, y de Francisca de Ribera Niño. Contrajo un segundo matrimonio con Rodrigo de Enríquez de Cabrera, hijo de Luis Enríquez de Cabrera, III duque de Medina de Rioseco, y de su esposa, Ana de Mendoza. Sucedió su hijo del primer matrimonio mientras que su hija, del segundo matrimonio, sucedió posteriormente a su medio hermano:
- Fernando de Guzmán Osorio y Valdés, II marqués de Valdunquillo,[3] III marqués de Mirallo y señor de Salas y Valdés.[3]

Sin descendencia, sucedió su media hermana, hija del segundo matrimonio de su madre:
- Ana Enríquez de Acevedo Valdés y Osorio (1617-13 de marzo de 1683[5]), III marquesa de Valdunquillo[6] y IV marquesa de Mirallo.

Casó el 6 de marzo de 1631, con Francisco de Zúñiga y Avellaneda (1611-13 de enero de 1662), VII Condado de Miranda del Castañar, VII vizconde de los Palacios de Valduerna, V marqués de La Bañeza, III duque de Peñaranda de Duero, caballero de la Orden de Santiago y gentilhombre de cámara del rey. Sucedió su hijo:
- Diego de Zúñiga Avellaneda y Bazán (m. 1 de julio de 1666), IV marqués de Valdunquillo,[7] V marqués de Mirallo, VIII conde de Miranda del Castañar,[5] IV duque de Peñaranda de Duero, VI marqués de La Bañeza y VIII vizconde de los Palacios de Valduerna.

Sin descendencia, sucedió su hermano:
- Fernando de Zúñiga Avellaneda y Bazán (Madrid, 19 de octubre de 1647-18 de julio de 1681), V marqués de Valdunquillo,[7] VI marqués de Mirallo, IX conde de Miranda del Castañar,[5] V duque de Peñaranda de Duero, VII marqués de La Bañeza y IX vizconde de los Palacios de Valduerna.[7]

Casó en primeras nupcias, el 8 de septiembre de 1666, con Estefanía Pignatelli de Aragón (m. 1667). Contrajo un segundo matrimonio alrededor de 1670 con Ana Ventura de Zúñiga y Dávila. Sucedió su hermano:
- Isidro de Zúñiga Avellaneda y Bazán (1652-9 de mayo de 1691), VI marqués de Valdunquillo,[7] VII marqués de Mirallo, X conde de Miranda del Castañar,[5] VI duque de Peñaranda de Duero, IX marqués de La Bañeza, X vizconde de los Palacios de la Valduerna y .[7]

Casó en primeras nupcias con Ana de Zúñiga y Guzmán y, en segundas nupcias, el 29 de septiembre de 1685, con Catalina Colón de Portugal(m. 1700). Sin descendencia, sucedió su hermana:
- Ana María de Zúñiga Avellaneda y Bazán (m. 6 de octubre de 1700), VII marquesa de Valdunquillo,[7] VIII marquesa de Mirallo, XI condesa de Miranda del Castañar,[5] VII duquesa de Peñaranda de Duero, X marquesa de La Bañeza y XI vizcondesa de los Palacios de la Valduerna.[7]

Casó, el 10 de octubre de 1669, en el Palacio Real de Madrid, con Juan de Chaves Chacón, V conde de Casarrubios del Monte, II conde de Santa Cruz de la Sierra, y II vizconde de la Calzada. Sucedió su hijo:
- Joaquín López de Zúñiga y Chaves (Madrid, 20 de julio de 1670-28 de diciembre de 1725), VIII marqués de Valdunquillo,[8] IX marqués de Mirallo, XII conde de Miranda del Castañar,[5] VIII duque de Peñaranda de Duero, XI marqués de La Bañeza, XII vizconde de los Palacios de la Valduerna, VI conde de Casarrubios del Monte, III conde de Santa Cruz de la Sierra y III vizconde de la Calzada.[8]

Casó en primeras nupcias, el 27 de enero de 1695, con Isabel Rosa de Ayala Zúñiga y Fonseca (m. 1717) y en segundas nupcias, alrededor de 1720, con Manuela Cardeña Aguilera. Sucedió su hijo del primer matrimonio:
- Antonio de Zúñiga y Chaves (Madrid, 20 de junio de 1698-Madrid, 28 de agosto de 1765), IX marqués de Valdunquillo,[8] X marqués de Mirallo, XIII conde de Miranda del Castañar,[5] IX duque de Peñaranda de Duero, VII conde de Casarrubios del Monte, IV conde de Santa Cruz de la Sierra, XIII vizconde de los Palacios de Valduerna, XIII marqués de La Bañeza y V vizconde de la Calzada.[8]

Casó, el 10 de noviembre de 1726, con María Teresa Pacheco Téllez-Girón y Toledo (m. 1755). Sucedió su hijo:

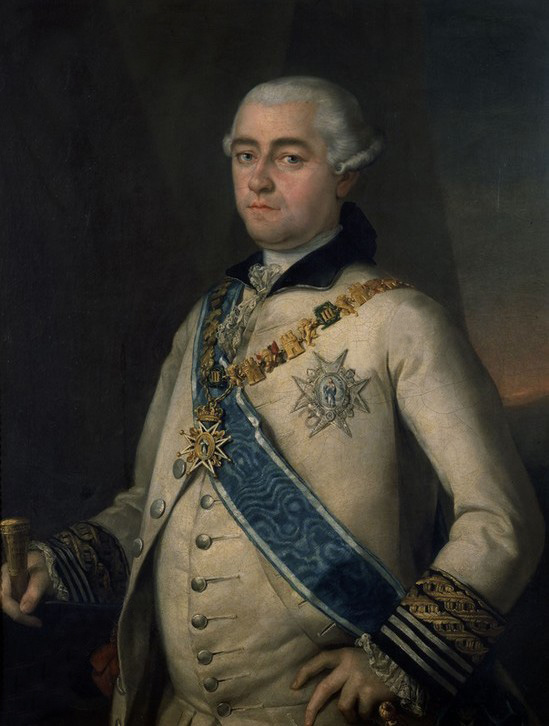
Retrato de Pedro de Alcántara López de Zúñiga, conde de Miranda del Castañar, por Goya, 1774

- Pedro de Alcántara López de Zúñiga y Chaves (m. 27 de marzo de 1790), X marqués de Valdunquillo,[10] XI marqués de Mirallo, XIV conde de Miranda del Castañar,[11] X duque de Peñaranda de Duero, XIV marqués de La Bañeza, XIV vizconde de los Palacios de la Valduerna, VIII conde de Casarrubios del Monte y V conde de Santa Cruz de la Sierra.[10]

Casó el 10 de marzo de 1763, con Ana Fernández de Velasco y Pacheco (m. 1788). Sucedió su hija:
- María del Carmen Josefa López de Zúñiga Chaves y Velasco (4 de noviembre de 1829), XI marquesa de Valdunquillo,[10] XII marquesa de Mirallo, XV condesa de Miranda del Castañar,[11] XI duquesa de Peñaranda de Duero, XVI marquesa de La Bañeza, XV vizcondesa de los Palacios de la Valduerna, IX condesa de Casarrubios del Monte, VI condesa de Santa Cruz de la Sierra, XV marquesa de Moya y I condesa de San Esteban de Gormaz.[10]

Caso en primeras nupcias con Pedro de Alcántara Álvarez de Toledo y Gonzaga y en segundas nupcias con José Martínez Yanguas. Sucedió su sobrino, nieto del XIII conde de Miranda del Castañar, hijo de María Francisca de Guzmán y Portocarrero —hija de María Josefa Chaves-Chacón y Pacheco, y de su esposo Cristóbal Pedro Portocarrero y Guzmán, VI marqués de Valderrábano—,y de su esposo, Felipe Antonio José de Palafox Centurión Croy D'Havre.
- Eugenio Portocarrero y Palafox (12 de febrero de 1773-18 de julio de 1834), XII marqués de Valdunquillo,[12] XIII marqués de Mirallo, XVI conde de Miranda del Castañar,[11] VII conde de Montijo,[13] XII duque de Peñaranda de Duero, XVII marqués de La Bañeza, XVI vizconde de los Palacios de la Valduerna, X conde de Casarrubios del Monte, VII conde de Santa Cruz de la Sierra, XVI marqués de Moya, XXX conde de San Esteban de Gormaz, VIII marqués de Valderrábano, VI conde de Fuentidueña, XII marqués de la Algaba, VII marqués de Osera, VI marqués de Castañeda, X conde de Baños, XVII conde de Teba, XVI marqués de Ardales, VII conde de Ablitas y VIII vizconde de la Calzada.[12]

Casó en 1792 con María Ignacia Idiáquez y Carvajal. Sin descendencia, sucedió su hermano:

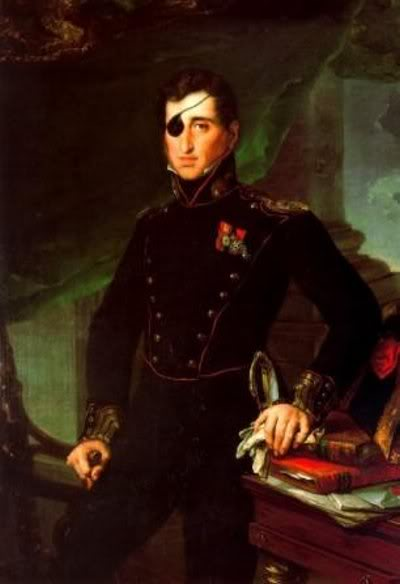
Cipriano Palafox y Portocarrero

- Cipriano Portocarrero y Palafox (m. 15 de marzo de 1839), XIII marqués de Valdunquillo,[14] XIV marqués de Mirallo, XVII conde de Miranda del Castañar, VIII conde de Montijo,[13] XIII duque de Peñaranda de Duero, XVIII marqués de La Bañeza, XVII vizconde de los Palacios de la Valduerna, XI conde de Casarrubios del Monte, VIII conde de Santa Cruz de la Sierra, IX vizconde de la Calzada, XVII marqués de Moya, XXI conde de San Esteban de Gormaz, IX marqués de Valderrábano, VII conde de Fuentidueña, XII marqués de la Algaba, VIII marqués de Osera, VII marqués de Castañeda, XI conde de Baños, VIII conde de Ablitas, X marqués de Fuente el Sol XVIII conde de Teba, XVII marqués de Ardales, X conde de Mora, prócer del reino y senador por Badajoz.[14]

Contrajo matrimonio el 15 de diciembre de 1817 con María Manuela Kirkpatrick y Grevignée (m. 1879). Sucedió su hija:

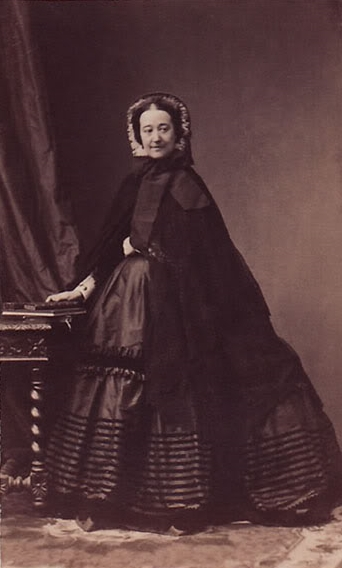
María Francisca Portocarrero y Kirkpatrick

- María Francisca Portocarrero y Kirkpatrick (m. 16 de septiembre de 1860), XIV marquesa de Valdunquillo,[14] XV marquesa de Mirallo, XVIII condesa de Miranda del Castañar,[11] IX condesa de Montijo,[13] XIV duquesa de Peñaranda de Duero, XI condesa de Mora, XIX marquesa de La Bañeza, X marquesa de Valderrábano, XIII marquesa de la Algaba, VIII marquesa de Castañeda, XIII condesa de Casarrubio del Monte, XXII condesa de San Esteban de Gormaz, VIII condesa de Fuentidueña, XVIII vizcondesa de los Palacios de la Valduerna, X vizcondesa de la Calzada, XVI marquesa de Villanueva del Fresno y XVI marquesa de Barcarrota.[14]

Casó el 14 de febrero de 1844 con Jacobo Fitz-James Stuart y Ventimiglia, XV duque de Alba. Sucedió su hija en 1868:
- María Luisa Eugenia Fitz-James Stuart y Portocarrero (m. 9 de febrero de 1876[15]), XV marquesa de Valdunquillo,[16] XVI marquesa de Mirallo,  y IX duquesa de Montoro,[15] grande de España.[17]

Casó, siendo la primera esposa, el 2 de octubre de 1875, con Luis María de Constantinopla Fernández de Córdoba-Figueroa y Pérez de Barradas, XVI duque de Medinaceli. Sucedió su sobrina nieta, quien rehabilitó el título en 1986:
Rehabilitación en 1986
- Cayetana Fitz-James Stuart (Madrid, 28 de marzo de 1926-Sevilla, 20 de noviembre de 2014), XVI marquesa de Valdunquillo,[18] XVII marquesa de Mirallo,[19][17] XXI condesa de Miranda del Castañar,[11] XVIII duquesa de Alba, etc.

Casada en primeras nupcias con Luis Martínez de Irujo y Artázcoz (1919-1972). En segundas nupcias se casó con Jesús Aguirre y Ortiz de Zárate (1934-2001). Contrajo un tercer matrimonio con Alfonso Díez Carabantes (n. 1950). Le sucedió su hijo del primer matrimonio:
- Carlos Fitz-James Stuart y Martínez de Irujo (n. Madrid, 2 de octubre de 1948), XVII marqués de Valdunquillo,[20] XVIII marqués de Mirallo, XXII conde de Miranda del Castañar, XIX duque de Alba, etc.[20]

Casó el 18 de junio de 1988 con Matilde de Solís-Beaumont y Martínez Campos, padres de Fernando Fitz-James Stuart y Solís y Carlos Fitz-James Stuart y Solís.